# Powellia macromitrioides
Powellia macromitrioides är en bladmossart som beskrevs av Hiroyuki Akiyama 1990. Powellia macromitrioides ingår i släktet Powellia och familjen Racopilaceae. Inga underarter finns listade i Catalogue of Life.